# Wygasłe czasy
Wygasłe czasy (niem. Erloschene Zeiten) – niemiecki film z roku 1987 w reżyserii Krzysztofa Zanussiego.

## Opis fabuły
Film łączy zdjęcia dokumentalne z inscenizowanymi rozmowami Zanussiego z aktorami, wcielającymi się w postacie przełomu XIX i XX wieku, które kształtowały tamte czasy. Reżyser dokonuje historiozoficznej analizy przemian historycznych w Europie, które doprowadziły do upadku monarchii Austro-Węgierskiej i narodzin narodowego socjalizmu.

## Obsada
- Krzysztof Zanussi – prowadzący wywiady
- Elisabeth Trissenaar – Alma Mahler
- Mathieu Carrière – Stefan Zweig
- Maja Komorowska – księżna Radziwiłł
- Jan Biczycki – Zygmunt Freud
- Jakub Biczycki – von Hoffmansthal
- Marcus Vogelbacher – Adolf Hitler